# 波尔哈姆
波尔哈姆是奥地利上奥地利州格里斯基尔兴县的一个市镇。总面积11.3平方公里，总人口948人，人口密度83.9人/平方公里（2005年）。